# Swissôtel Zúrich
El Swissôtel Zúrich fue un hotel en la estación de tren Zúrich en Suiza. Con 347 habitaciones, fue el octavo hotel más grande de Suiza. Con una altura de 85 metros y 32 pisos, era el edificio hotelero más alto de Zúrich.
En 1972 se inauguró con el nombre de Hotel International Zurich. En 1980 se firmó un contrato de gestión con Swissôtel Hotels & Resorts, fundada por Swissair y Nestlé. Desde entonces, el hotel se llama oficialmente Swissôtel Zurich.
En 1988, se produjo un gran incendio en el piso 31, donde funcionaba un restaurante, causado por la combustión espontánea cuando se recargaba una estufa de combustible. Hoy en día hay salas de reuniones y eventos en este piso.
Hay una peluquería en la planta baja del hotel desde que abrió. En el edificio se alquila una repostería desde 1995. La cafetería Starbucks también tiene una sucursal en el edificio desde 2003. Las tiendas alquiladas permanecieron abiertas después del cierre del hotel en noviembre de 2020.
En 2011, después de más de 20 años de funcionamiento, se cerraron los restaurantes Scenario y Dialog y el Bar Edison. Después de una fase de renovación de tres meses, se creó un nuevo concepto de restaurante Le Muh. El hotel fue el socio oficial de la gala anual de arte sobre hielo Art on Ice celebrada en el Hallenstadion de Zúrich. El hotel también era socio de servicios de CSI Zurich.
El 26 de agosto de 2013, el ayuntamiento de Zúrich agregó el edificio a la lista de monumentos históricos. 
El 25 de septiembre de 2020, los medios anunciaron que el hotel cerraría el 31 de diciembre de 2020 como consecuencia de la crisis de Pandemia de COVID-19.